# 鐵達尼號博物館 (鴿子谷)
泰坦尼克号博物馆（英語：Titanic Museum (Pigeon Forge)）是位于美国田纳西州鸽子谷的一座博物馆，于2010年4月8日开馆。其共有两层楼，外形与泰坦尼克号相似，规模为原船只的一半大小。此处共20间展廊，展示了400件先前发现的物品。该博物馆是世界上最大的泰坦尼克主题永久展馆。
博物馆建造于一处水池之上，以重现泰坦尼克号于海上的画面。而2小时的自助導覽也使游客得以体验1912年首航中乘客的感受。
游客进入之后，会得到一张船票，上边写有泰坦尼克号真实乘客的姓名与船舱。游客可以知晓到这些乘客的故事。而在泰坦尼克号纪念室里，他们会获悉到这位乘客是否幸存。
该建筑共花费了2500万美元。